# Kollen Island
Kollen Island är en ö i Antarktis. Den ligger i havet utanför Östantarktis. Australien gör anspråk på området.